# Frăsinet (Teleorman)
Pour les articles homonymes, voir Frăsinet.
Frăsinet est une commune du județ de Teleorman en Roumanie.